# Категория функторов
В теории категорий функторы между двумя зафиксированными категориями образуют категорию, морфизмы в которой — естественные преобразования.

## Определение
Пусть C -малая категория (её объекты и морфизмы образуют множество) и D — произвольная категория. Тогда категория функторов из C в D, обозначаемая Fun(C, D), Funct(C,D) или DC, определяется следующим образом: объекты — ковариантные функторы из C в D, морфизмы — естественные преобразования между этими функторами. Поскольку композиция естественных преобразований естественна (см. Естественное преобразование) и тождественное преобразование естественно, DC удовлетворяет аксиомам категории.
Аналогичным образом определяется категория контравариантных функторов из C в D, обозначаемая Funct(Cop,D).

## Примеры
- Если I — малая дискретная категория (все морфизмы — тождественные), то функтор из I в C — это просто семейство объектов C, индексированное I. Категории CI в этом случае соответствует некоторая категория произведения.
- Категория стрелок {\displaystyle {\mathcal {C}}^{\rightarrow }} (объекты — морфизмы C, морфизмы — коммутативные квадраты) — это категория {\displaystyle {\mathcal {C}}^{\mathbf {2} }}, где 2 обозначает категорию из двух объектов, тождественных морфизмов, а также одного морфизма из первого объекта во второй.
- ориентированный граф представляет собой множество стрелок и множество вершин, сопоставляющих каждой стрелке вершину-начало и вершину-конец. Категория ориентированных графов представляет собой не что иное как категорию SetC, где C — категория с двумя объектами и двумя морфизмами между ними, а Set — категория множеств.

## Свойства
- Если D — полная категория (или кополная), то такова и DC;
- Если D — абелева категория, то такова и DC;
- Если C — малая категория, то категория предпучков SetC — топос.
- Каждый функтор F : D → E индуцирует функтор FC : DC → EC (путём композиции с F). Если F и G — пара сопряженных функторов, то таковы и FC и GC.
- Категория DC удовлетворяет всем свойствам экспоненциала; в частности функторы E × C → D находятся во взаимно-однозначном соответствии с функторами из E в DC. Категория Cat малых категорий, следовательно, является декартово замкнутой.